# Neal Bascomb
Neal Bascomb (1971) es un escritor y periodista estadounidense. 
Se graduó Phi Beta Kappa en la Universidad de Miami con un B.A. en Economía y literatura inglesa. Después,  trabajó como periodista en Londres, París y Dublín. 
Fue editor para St. Martin's Press, y en 2000,  se dedicó en exclusiva a escribir libros. Sus libros se han situado en las listas de libros más vendidos, se ha considerado adaptarlos a la gran pantalla, y han sido publicados en más de 15 países. Ha colaborado con el New York Times, Wall Street Journal, y el Los Angeles Times.
Reside en Seattle, Washington.

## Libros
| Título original (Título en español)                                                                                   | Año  | ISBN               | Resumen | Notas                                                     |
| --- | ---- | ------------------ | --- | --------------------------------------------------------- |
| Higher: A Historic Race to the Sky and the Making of a City                                                           | 2004 | ISBN 0385506600    | La carrera entre el Edificio Chrysler, Empire State Building, y 40 Wall Street, para reclamar el título del edificio más alto del mundo durante el Rugiendo Twenties | Barnes & Noble Discover Great New Writer Pick             |
| The Perfect Mile: Three Athletes, One Goal, and Less Than Four Minutes to Achieve It                                  | 2005 | ISBN 0618391126    | La historia de Roger Bannister, Wes Santee, y John Landy batallando por ser el primer corredor para romper la milla de cuatro minutos                                | Best seller del New York Times                            |
| Red Mutiny: Eleven Fateful Days on the Battleship Potemkin (Motin Rojo: La Verdadera Historia Del Acorazado Potemkim) | 2007 | ISBN 9780618592067 | Detalla los acontecimientos de la revuelta del acorazado Potemkin | Estados Unidos Premio de Literatura Marítima              |
| Hunting Eichmann: How a Band of Survivors and a Young Spy Agency Chased Down the World's Most Notorious Nazi          | 2009 | ISBN 9780618858675 | Describe la búsqueda y captura de Adolf Eichmann | Best seller nacional                                      |
| The New Cool: A Visionary Teacher, His FIRST Robotics Team, and the Ultimate Battle of Smarts                         | 2011 | ISBN 9780307588890 | Bascomb sigue el equipo de robótica FIRST de Dos Pueblos High School y relata su experiencia; see D'Penguineers                                                      | Fue considerado por el productor de películas Scott Rudin |
| One More Step: My Story of Living with Cerebral Palsy, Climbing Kilimanjaro, and Surviving the Hardest Race on Earth  | 2015 | ISBN 9780062295583 | Escrito con Bonner Paddock, relata los esfuerzoi de Paddock para escalar el Monte Kilimanjaro                                                                        |                                                           |
| The Winter Fortress: The Epic Mission to Sabotage Hitler's Atomic Bomb                                                | 2016 | ISBN 9780544368057 | |                                                           |